# گورستان پراکنده میاب
گورستان پراکنده میاب مربوط به سده‌های میانه و متاخر دوران‌های تاریخی پس از اسلام است و در شهرستان مرند، بخش مرکزی، دهستان هرزندات شرقی، ۴۰۰ متری روستای میاب واقع شده و این اثر در تاریخ ۲۷ اسفند ۱۳۸۶ با شمارهٔ ثبت ۲۲۲۵۴ به‌عنوان یکی از آثار ملی ایران به ثبت رسیده است.